# Myriocoleopsis fluviatilis
Myriocoleopsis fluviatilis là một loài rêu tản thuộc họ Lejeuneaceae. Đây là loài đặc hữu của Brasil. Môi trường sống tự nhiên của chúng là sông ngòi. Chúng hiện đang bị đe dọa vì mất môi trường sống.